# Смрт Југославије
Смрт Југославије (енг. The Death of Yugoslavia) је документарни серијал снимљен у продукцији Би-Би-Сија 1995. године, као и име књиге коју су написали Алан Литл и Лора Силбер по којој је серијал снимљен. Серијал покрива раздобља распада Југославије и ратове који су уследили на овом подручју. Нека штива су први пут виђена у овом серијалу заједно са изјавама водећих политичара који су били умешани у сукобе, између осталих, Слободана Милошевића, Фрања Туђмана, Алије Изетбеговића и Радована Караџића.
Серијал је награђен наградом БАФТА 1996. за најбољи документарни филм. Због тога што је серијал обиловао многобројним изјавама са главним вођама умешаним у сукоб, често их је користио и као доказ Међународни суд за ратне злочине почињене на подручју бивше Југославије.
Све хартије и преписи многобројних вредних изјава направљених са учесницима распада Југославије, сачувани су у Центру за војне архиве на Краљевском факултету Универзитета у Лондону.
Током суђења Слободану Милошевићу на Међународном суду за ратне злочине, судија Бономи назвао је део опаске "тенденциознима".